# فانتوماس (فلم)
فانتوماس (بالفرنسية: Fantômas) فيلم من إخراج أندري هونبال صدر سنة 1964. فهو الفيلم الأول من السلسلة الثلاثية للمخرج، ويتبعه فيلم فانتوماس الغاضب سنة 1965، وأخيرا فانتوماس ضد سكوتلاند يارد سنة 1967.

## ملخص الفيلم

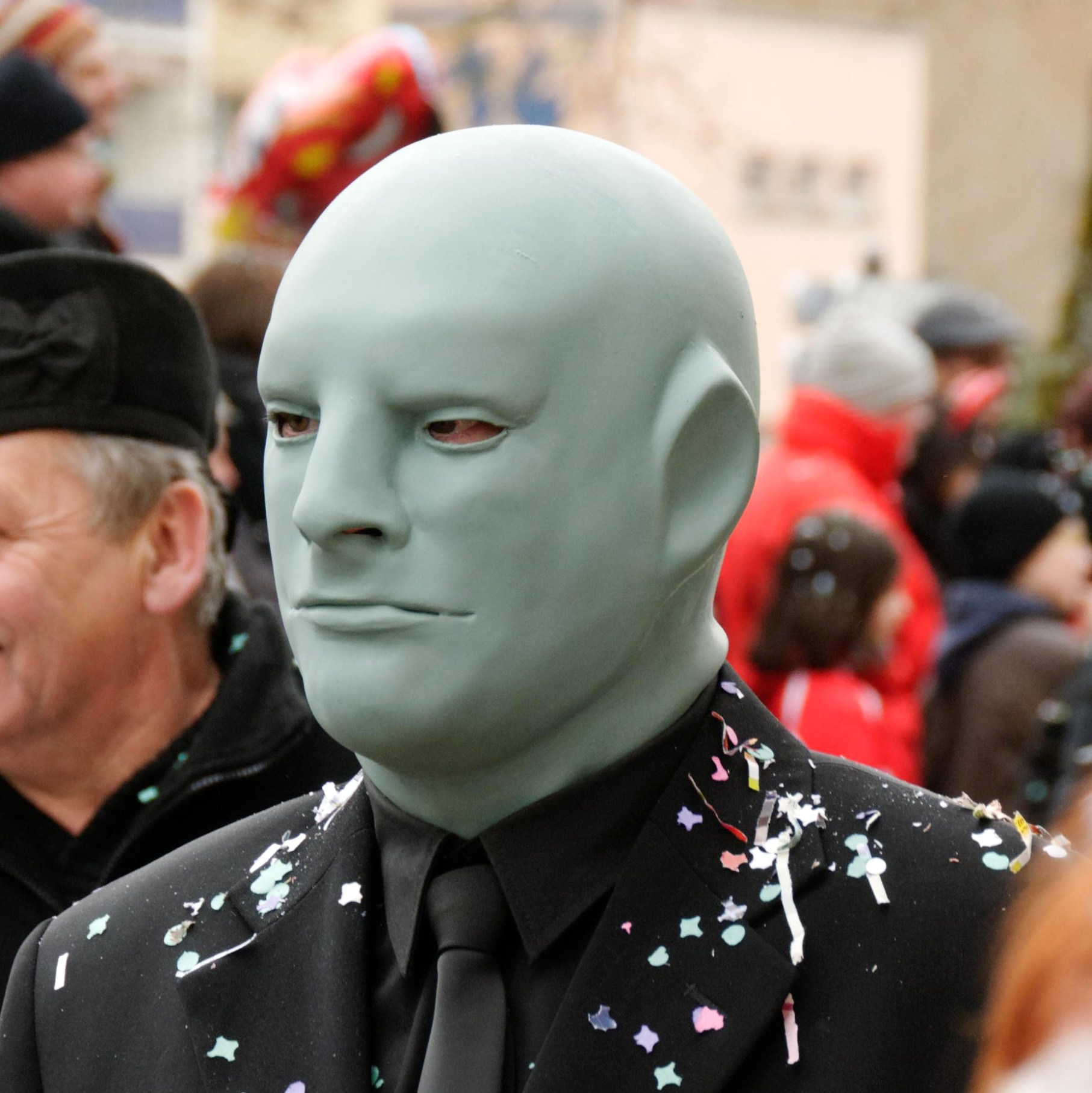
زي تنكري يجسّد شخصية "فانتوماس"، الشخصية الإجرامية الخيالية الشهيرة في الأدب الفرنسي. تم ارتداؤه خلال كرنفال بلفور في عام 2013.

يعتقد فاندور أن الشرطة هي التي اختلقت قصة فانتوماس لتخفي عجزها عن مكافحة الجريمة المستفحلة في البلاد، حيث قام بإجراء مقابلة مع بطل الجريمة ونشرها في جريدته لو بوان دو جور (Le Point du Jour)، وهذا ما أدى إلى غضب فانتوماس، حيث يقوم باختطاف الصحفي وأعطاه مهلة يومين ليلغي نشر المقابلة الوهمية، ومن جهته يقوم المفتش جيـڤ باستدعاء الصحفي ليقوم بتكذيب المقابلة التي نشرها، وفي هذا الوقت، ودون سابق إنذار قام رئيس الصحفي فاندور بنشر مقال عن فانتوماس أسوأ من سابقه وهذا ما يجعل فانتوماس يختطف الصحفي من جديد لينتقم منه وهذا ما يجعل المفتش جيـڤ يتيقن بأن فاندور هو فانتوماس ولكن هذا الأخير يتنكر بزي شرطي، وبالصدفة يتعرف عليه بعض الشهود ويدخل السجن.